# Phaffomyces
Phaffomyces är ett släkte av svampar. Phaffomyces ingår i familjen Phaffomycetaceae, ordningen Saccharomycetales, klassen Saccharomycetes, divisionen sporsäcksvampar och riket svampar.
| Phaffomyces | \| \| Phaffomyces opuntiae \| \| \| \| \| \| Phaffomyces thermotolerans \| \| \| \| \| \| Phaffomyces antillensis \| \| \| \| |
|             | \| \| Phaffomyces opuntiae \| \| \| \| \| \| Phaffomyces thermotolerans \| \| \| \| \| \| Phaffomyces antillensis \| \| \| \| |
|             | Starmera |
|             | |
|             | Phaffomyces opuntiae |
|             | |
|             | Phaffomyces thermotolerans |
|             | |
|             | Phaffomyces antillensis |
|             | |

|  | Phaffomyces opuntiae       |
|  |                            |
|  | Phaffomyces thermotolerans |
|  |                            |
|  | Phaffomyces antillensis    |
|  |                            |